# Komnata ozvěn
Komnata ozvěn (anglicky echo chamber) je situace, ve které se skupina osob vzájemnou komunikací utvrzuje ve svých názorech. Shodné názory se opakováním zesilují (vrací se jako ozvěna), zatímco odlišné názory jsou zeslabovány či přímo vylučovány. Některé studie tvrdí, že komnaty ozvěn nemusí mít tak negativní vliv, jak se může zdát.

## Vysvětlení

K působení komnaty ozvěn přispívají kognitivní efekty jako konfirmační zkreslení, efekt kotvení, efekt nadměrné sebedůvěry a locus of control

Jde o přirozený proces, při kterém mají lidé tendenci věřit tomu, co potvrzuje jejich názor a naopak mají averzi k tomu, co jejich pohledu odporuje. Proto spolu komunikují lidé, kteří si rozumí, tedy mají podobné názory a postoje a naopak méně komunikují s lidmi, kteří mají jiné názory.
Tento proces je značně zesílen moderními komunikačními technologiemi, které umožňují i lidem s extrémními názory najít dostatek stejně smýšlejících osob a vzájemnou komunikací se navzájem utvrzovat v pravdivosti svých myšlenek. Jedinec se pak může dostat do jakési „informační bubliny,“ kdy je přesvědčen, že jeho názor nebo postoj je správnější a všeobecněji přijímaný, než ve skutečnosti je.

  
Polsko-britský sociolog Zygmunt Bauman k tomu uvádí: 
„Když se ale podíváme na studie, které zkoumají, jak lidé informační technologie skutečně využívají, zjistíme, že většina lidí je používá k tvorbě a upevnění vlastní „bubliny pohodlí“. Je to zóna, kde nemusíte řešit žádné nepohodlné kontroverze, nemusíte obhajovat svoje myšlenky, nemusíte nic vysvětlovat. ... Výsledkem ale je, že ztrácíme kritické schopnosti. Ztrácíme schopnost poznávat, vyjednávat, argumentovat, přijímat změnu.“

Účastník online diskuzí tak může být původcem zprávy, kterou další účastníci opakují, často i přehnaně nebo zkresleně a původce zprávy i ostatní účastníky utvrzují v pravdivosti zprávy, příběhu a podobně, bez ohledu na pravdivost původního sdělení.
Roli v jevu mohou mít také efekty sociální bubliny a Dunning-Krugerův efekt.

## Vliv sociálních sítí
Sociální sítě, např. Facebook (ale i Twitter, YouTube, vyhledávač Google a další) personifikují zobrazovaný obsah podle předchozích preferencí uživatele, čímž jej opět směřují k osobám a zprávám, které jsou mu blízké a omezují kontakt se skupinami, které mají odlišné postoje. Výsledkem může být v extrémním případě společnost roztříštěná do zcela antagonistických názorových skupin, které spolu nekomunikují a navzájem se nechápou.

## Příklady
Příkladem vyhrocených názorů vzniklých i v důsledku komnat ozvěn může být vyhrocená kampaň v amerických prezidentských volbách v roce 2016, vztah různých skupin k českému presidentu Miloši Zemanovi, ale i bezpočet konspiračních teorií, kterým se daří na internetu.